# Fantasy.rpg
 (avril 2024).
Si vous disposez d'ouvrages ou d'articles de référence ou si vous connaissez des sites web de qualité traitant du thème abordé ici, merci de compléter l'article en donnant les références utiles à sa vérifiabilité et en les liant à la section « Notes et références ».
Fantasy.rpg était un magazine de jeu de rôle publié par Darwin Project. Il prit la suite de Backstab au printemps 2005 et se concentrait sur les jeux publiés en français, dans le but d'attirer un public plus large que Backstab, très éclectique. Il connaît un unique numéro avant d'être interrompu par la liquidation de Darwin Project en été 2005.